# Dubawnt (řeka)
Dubawnt (anglicky Dubawnt River) je řeka v Severozápadních teritoriích a Nunavutu v Kanadě. Je 830 km dlouhá. Povodí má rozlohu 67 000 km².

## Průběh toku
Pramení v Lavrentijské vysočině a protéká jí přes mnohá jezera, z nichž největší jsou Dubawnt, Wholdaia, Wharton. Náleží k povodí řeky Telon, která ústí do Chesterfieldské zátoky Hudsonova zálivu.

## Vodní režim
Nejvyšších vodních stavů dosahuje na jaře a k mírnému poklesu dochází na konci léta. Na jezeře Dubawnt se i v létě vyskytuje led.